# مجموعه تاریخی نیاسر
مجموعه تاریخی نیاسر مربوط به دوره صفوی - دوره قاجار است و در نیاسر، محله پای آبشار، جنب تپه سنگی تاریخی شهر واقع شده و این اثر در تاریخ ۱۰ خرداد ۱۳۸۲ با شمارهٔ ثبت ۹۰۳۸ به‌عنوان یکی از آثار ملی ایران به ثبت رسیده است.